# بطولة أمم أوروبا تحت 21 سنة 2011
بطولة أوروبا تحت-21 لكرة القدم 2011 سوف تكون المسابقة رقم 18 في تاريخ بطولة أوروبا تحت-21 لكرة القدم.البطولة النهائية سوف تستضاف من قبل الدنمارك بين 11 و25 يونيو. الترشح الندماركي أختير من اللجنة التنفيذية للويفا في 10 ديسمبر 2008 في نيون في سويسرا.
تصفيات البطولة سوف تجري مبارياتها ما بين مارس 2009 وأكتوبر 2010.

## اختيار البلد المستضيف
اعترضت اللجنة المنظمة للبطولة في البداية بان المسابقة تضهد مترشحين أثنين فقط: الدنمارك وإسرائيل. العروض قدمت في 15 يونيو 2008. المنشئات تم تفتيشها ما بين يونيو وسبتمبر 2008،وأعطي تقريراً مفصلاً إلى اللجنة الوطنية لتنظيم البطولات في أكتوبر. اللجنة المنزمة ناقشت العروض المقدمة في 27 نوفمبر 2008 وأصدرت توصية إلى اللجنة التنفيذية الاتحاد الأوروبي، ليتقرر في 10 ديسمبر 2008 بان الدنمارك ستستضيف النهائيات.

## التصفيات
قرعة مرحلة تصفيات بطولة أوروبا تحت-21 لكرة القدم 2011 أقيمت في آرهوس يوم 4 فبراير 2009. قرعة التصفيات حددت عشرة مجموعات، إثنتان منها بستة فرق والباقي بخمسة فرق. 52 منتخب إلتخق بالتصفيات المؤهلة لحجز مقعد من المقاعد السبعة التي تأهل لنهائيات الدنمارك. التوزيع للفرق التصفيات كانت مرتبة على أساس البطولة السابقة.

### قائمة الفرق المتأهلة
الفرق الثمانية التالية تأهلت إلى بطولة أوروبا تحت-21 لكرة القدم 2011.
- بيلاروس
- جمهورية التشيك
- الدنمارك (مستضيف)
- إنجلترا
- آيسلندا
- إسبانيا
- سويسرا
- أوكرانيا

## المواقع

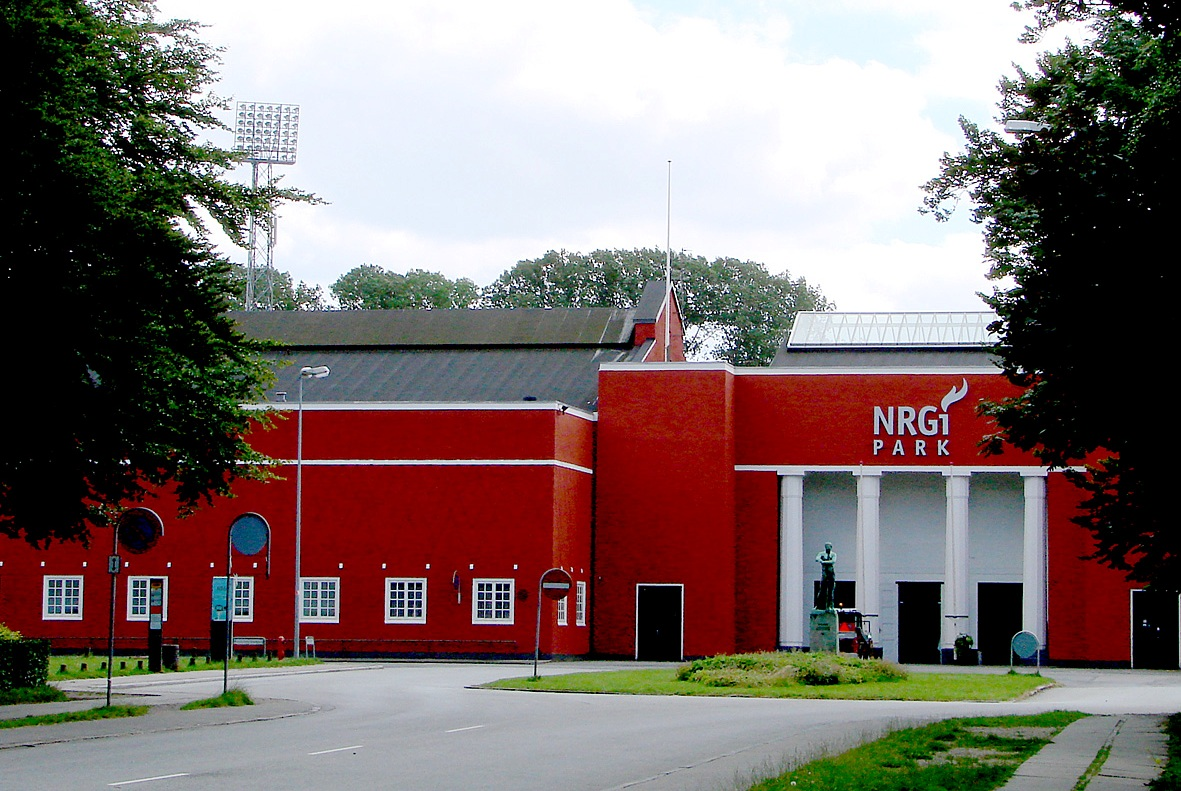
ملعب آرهوس الدي ستلعب عليه المباراة النهائية

جميع مواقع وملاعب البطولة سوف تعقد في يولاند، على ملاعب جاهزة ومبنية في آرهوس، آلبورغ، هيرنينغ وفيبورغ.
في 20 سبتمبر 2010 أعلن، بان إستاد آرهوس سيستضيف المباراة النهائية. ملعب فرثر آلبورغ سوف تلعب عليه المباراة الافتتاحية ومباراة الإقسائية للألعاب الأولمبية. الدور نصف النهائي سوف يلعب على ملعب هيرنينغ وستاد فيبورغ. كما أيضا، الدنمارك سوف تلعب كل مبارياتها على ملاعب آرهوس وآلبورغ.

## التصنيف
قرعة المسابقة النهائية تأخذت مكانها في 9 نوفمبر 2010 في مؤتمر آلبورغ والمركز الثقافي في آلبورغ.
على غرار البطولات السابقة، مباريات كل مجموعة سوف تلعب على ملعبين فقط. أيضا، تم تقسيم المتاهلين إلى المسابقة في ثلاثة فئات مصنفة، على أساس معدل النقاط في المباراة الواحدة في مرحلة التصفيات، ، مع كل مجموعة يوجد فريق واحد من الوعاء 1 و2، وفريقين من وعاء 3. الدنمارك كمستضيفة وكانت المصنفة الأولى تلقائيا.
| وعاء 1                                                | وعاء 2              | وعاء 3                                  |
| ----------------------------------------------------- | ------------------- | --------------------------------------- |
| - الدنمارك (وضعت في أ1) - جمهورية التشيك (وضعت في ب1) | - إسبانيا - آيسلندا | - إنجلترا - سويسرا - بيلاروس - أوكرانيا |

## دور المجموعات
القرعة أخذت مكانها يوم 9 نوفمبر 2010 في آلبورغ في الدنمارك. الدور الأول سوف يشهد الفرق الثمانية يقسمون إلى مجموعتين من أربعة فرق.

### المجموعة أ
| فريق     | نقاط | فرق | عليه | له | خ | ت | ف | لعب |
| -------- | ---- | --- | ---- | -- | - | - | - | --- |
| سويسرا   | 9    | 6+  | 0    | 6  | 0 | 0 | 3 | 3   |
| بيلاروس  | 3    | 2−  | 5    | 3  | 2 | 0 | 1 | 3   |
| آيسلندا  | 3    | 2−  | 5    | 3  | 2 | 0 | 1 | 3   |
| الدنمارك | 3    | 2−  | 5    | 3  | 2 | 0 | 1 | 3   |

| بيلاروس                          | 0 – 2 | آيسلندا |
| -------------------------------- | ----- | ------- |
| فورونكوف 77' (ضرب.) · سكافيش 87' | تقرير |         |

| الدنمارك | 1 – 0 | سويسرا     |
| -------- | ----- | ---------- |
|          | تقرير | شاقيري 48' |

| سويسرا | 0 - 2 | آيسلندا |
| ------ | ----- | ------- |
|        |       |         |

| الدنمارك | 1 - 2 | بيلاروس |
| -------- | ----- | ------- |
|          |       |         |

| آيسلندا | 0 - 3 | الدنمارك |
| ------- | ----- | -------- |
|         |       |          |

| سويسرا | 1 - 3 | بيلاروس |
| ------ | ----- | ------- |
|        |       |         |

### المجموعة ب
| فريق           | نقاط | فرق | عليه | له | خ | ت | ف | لعب |
| -------------- | ---- | --- | ---- | -- | - | - | - | --- |
| إسبانيا        | 7    | 5+  | 1    | 6  | 0 | 1 | 2 | 3   |
| جمهورية التشيك | 6    | 0   | 4    | 4  | 1 | 0 | 2 | 3   |
| إنجلترا        | 2    | 1-  | 3    | 2  | 1 | 2 | 0 | 3   |
| أوكرانيا       | 1    | 4−  | 5    | 1  | 2 | 1 | 0 | 3   |

| جمهورية التشيك   | 1 - 2 | أوكرانيا |
| ---------------- | ----- | -------- |
| دوتشكال 49'، 56' |       | بيلي 87' |

| إسبانيا    | 1 - 1 | إنجلترا    |
| ---------- | ----- | ---------- |
| هيريرا 14' |       | ويلبيك 88' |

| جمهورية التشيك | 0 - 2 | إسبانيا         |
| -------------- | ----- | --------------- |
|                |       | أدريان 27'، 47' |

| أوكرانيا | 0 - 0 | إنجلترا |
| -------- | ----- | ------- |
|          |       |         |

| إنجلترا    | 1 - 2 | جمهورية التشيك                   |
| ---------- | ----- | -------------------------------- |
| ويلبيك 76' |       | جان كارموستا 89' · بيكهارت 90+4' |

| أوكرانيا | 0 - 3 | إسبانيا                    |
| -------- | ----- | -------------------------- |
|          |       | ماتا 10'، 72' · أدريان 27' |

## دور خروج المغلوب

### خارطة خروج المغلوب
|  | نصف النهائي       | نصف النهائي       |   |                   | النهائي           | النهائي |  |
|  |                   |                   |   |                   |                   |         |  |
|  | 22 يونيو – هرنينغ |                   |   |                   |                   |         |  |
|  | سويسرا (ب.و.إ.)   | 1                 |   |                   |                   |         |  |
|  | جمهورية التشيك    | 0                 |   |                   |                   |         |  |
|  |                   |                   |   |                   |                   |         |  |
|  |                   |                   |   |                   | 25 يونيو – آرهوس  |         |  |
|  |                   |                   |   |                   | سويسرا            | 0       |  |
|  |                   | إسبانيا           | 2 |                   |                   |         |  |
|  |                   |                   |   |                   |                   |         |  |
|  |                   |                   |   |                   |                   |         |  |
|  |                   |                   |   |                   | مباراة الأولمبياد |         |  |
|  | 22 يونيو – فيبورغ | 22 يونيو – فيبورغ |   | 25 يونيو - آلبورغ | 25 يونيو - آلبورغ |         |  |
|  | إسبانيا (ب.و.إ.)  | 3                 |   | جمهورية التشيك    | 0                 |         |  |
|  | بيلاروس           | 1                 |   |                   | بيلاروس           | 1       |  |

### نصف نهائي
| إسبانيا                        | 3–1 (ب.و.إ.) | بيلاروس     |
| ------------------------------ | ------------ | ----------- |
| أدريان 89'، 105' · جيفرين 113' | تقرير        | فارانكو 38' |

| سويسرا     | 1–0 (ب.و.إ.) | جمهورية التشيك |
| ---------- | ------------ | -------------- |
| محمدي 114' | تقرير        |                |

### مباراة الأولمبياد
لُعبت هذه المباراة لتحديد المتأهل الأوروبي في مسابقة كرة قدم الرجال في الألعاب الأولمبية الصيفية 2012. إنجلترا تأهلت كمستضيفة تحت (بريطانيا العظمى).
| جمهورية التشيك | 0–1   | بيلاروس       |
| -------------- | ----- | ------------- |
|                | تقرير | فيليبينكو 88' |

### النهائي
| سويسرا | 0–2   | إسبانيا                |
| ------ | ----- | ---------------------- |
|        | تقرير | هيريرا 41' · تياغو 81' |

## مسجلي الأهداف
| هدف 1 - ماكسيم سكافيش - أندري فورونكوف - بوريك دوتشكال - شيردان شاقيري - ماكسيم بيلي |

## الاعلام

### البث
| البلد/منطقة                          | القناة                                        | مصدر          |
| ------------------------------------ | --------------------------------------------- | ------------- |
| بيلاروسيا                            | Belteleradio                                  | [ 2 ]         |
| بلجيكا                               | Telenet                                       | [ 2 ]         |
| البرازيل                             | كانيس جلوبو                                   | [ 2 ]         |
| بروناي                               | Astro SuperSport                              | [ 2 ]         |
| كندا                                 | TSN (8 مباريات) TSN2 (9 مباريات)              | [ 3 ]         |
| جمهورية التشيك                       | Česká televize                                | [ 2 ]         |
| الدنمارك                             | TV2 (مباريات الدنمارك) TV2 Sport (Highlights) | [ 2 ]         |
| فرنسا                                | Direct8                                       | [ 2 ]         |
| آيسلندا                              | RÚV                                           | [ 2 ]         |
| إندونيسيا                            | آر سي تي آي Indovision                        | [ 2 ]         |
| إسرائيل                              | Charlton Ltd                                  | [ 2 ]         |
| أيرلندا                              | سكاي سبورت                                    | [بحاجة لمصدر] |
| إيطاليا                              | راي                                           | [ 2 ]         |
| أمريكا اللاتينية (باستثناء البرازيل) | خدمات الهاتف المرئي                           | [ 2 ]         |
| ماليزيا                              | Astro SuperSport                              | [ 2 ]         |
| المكسيك                              | OTI                                           | [ 2 ]         |
| البرتغال                             | تلفزيون سبورت                                 | [ 2 ]         |
| جنوب أفريقيا                         | سوبر سبورت الدولية                            | [ 2 ]         |
| إسبانيا                              | Cuatro (Spain's matches) La Siete             | [بحاجة لمصدر] |
| سويسرا                               | SRG SSR                                       | [ 2 ]         |
| أوكرانيا                             | ICTV TRK                                      | [ 2 ]         |
| المملكة المتحدة                      | سكاي سبورت                                    | [بحاجة لمصدر] |
| فنزويلا                              | Meridiano                                     | [ 2 ]         |

## وصلات خارجية
- uefa.com - بطولة أوروبا تحت-21 لكرة القدم
- (بالدنماركية) موقع اتحاد الدنمارك عن المسابقة